# Ritorno dalla caccia

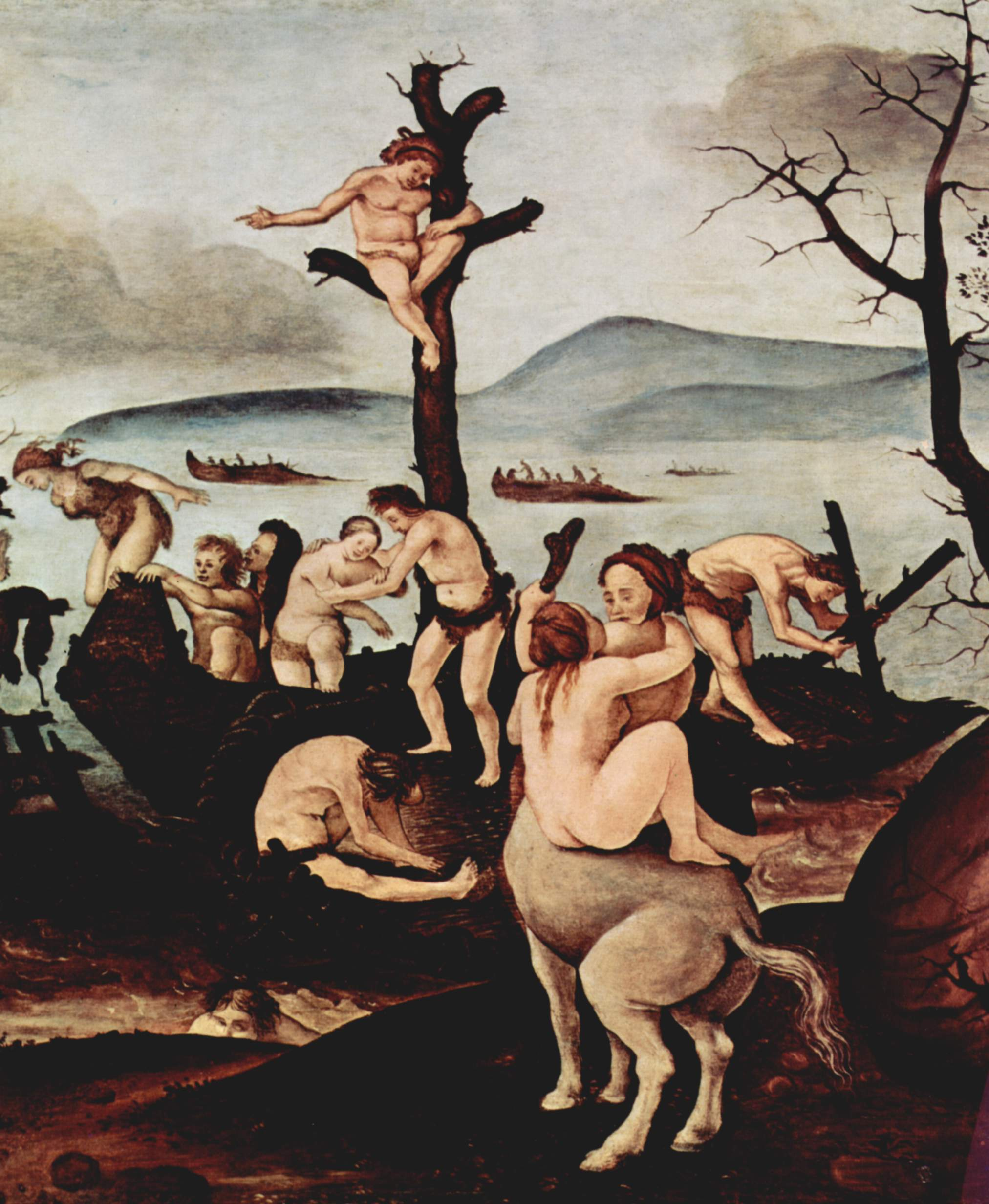
Dettaglio

Il Ritorno dalla caccia è un dipinto a olio su tavola (70,5x168,9 cm) di Piero di Cosimo, databile al 1500-1505 circa e conservato nel Metropolitan Museum di New York. Fa parte della serie delle Storie dell'umanità primitiva.

## Storia
Il pannello viene di solito identificato con quelli che decoravano una stanza di Palazzo Del Pugliese a Firenze, visti e descritti dal Vasari. Probabilmente si trattava di una spalliera. Con la Caccia primitiva entrò nel museo newyorkese nel 1875, come dono di Robert Gordon.

## Descrizione e stile
La serie è dedicata alle storie dell'umanità prima della scoperta del fuoco, senza la conoscenza dei metalli e quindi delle armi. In questo pannello, il secondo delle storie, compaiono i primi segni della vita comunitaria e della conquista di conoscenze tecniche da parte dell'umanità, verso un progresso alle prime forme di civiltà.
La scena mostra un gruppo di uomini primitivi, vestiti di pelli, che tornano da una caccia, sullo sfondo di un grande lago, su cui navigano alcune imbarcazioni. Da sinistra un uomo deposita un cinghiale ucciso che portava a spalle, e accanto a lui giace un bue morto. Su una barca, decorata da rami e da teste di lupo, stanno una coppia e un uomo che carica le prede morte a prua. Nell'imbarcazione successiva, più affollata, un uomo issato sull'albero indica la direzione, mentre alcune donne, aiutate da uomini stanno sbarcando o tuffandosi; un uomo sistema due pali a poppa. Intanto in primo piano, a destra, una donna seduce un centauro mentre gli sta in groppa.
Nel fumoso lago sullo sfondo si vedono altri barconi primordiali e di nuovo, come negli altri pannelli, il tema del fuoco, che divampa in un'oscura foresta in lontananza.